# Pic de la Fédération
Le pic de la Fédération est un sommet qui s'élève à 1 224 mètres d'altitude dans la chaîne Arthur située dans le parc national du Sud-Ouest en Tasmanie, en Australie. Le sommet, situé à 90 km de Hobart, doit son nom à la Fédération d'États — dont la Tasmanie — formant l'Australie. Il est considéré comme l'un des sommets les plus difficiles d'accès en Australie.

## Histoire
Le premier Occidental à avoir repéré le sommet est le géomètre James Sprent qui était en train de cartographier la Tasmanie et qui l'appela « l'Obélisque ». Il a ensuite été connu sous le nom d'« obélisque de Sprent » mais, en 1901, il a été officiellement nommé pic de la Fédération (Federation Peak) en l'honneur de la création de la Fédération australienne par Thomas Moore, lors d'une randonnée entre Hastings et Port Davey le long de l'Old River.
Il s'est écoulé 50 ans entre sa première observation par Sprent et sa première ascension réussie. Après plusieurs tentatives infructueuses par différents groupes à la fin des années 1940, un groupe d'alpinistes du Geelong College, emmené par John Béchervaise atteignit le sommet le 27 janvier 1949.
L'ascension se fait souvent sans être encordé, ce qui a entraîné un certain nombre de morts, dont le 8 avril 2007, un randonneur qui s'est tué pendant la descente du sommet.

## Climat
Les conditions climatiques sont régies par l'altitude et le vent. La montagne reçoit beaucoup de neige de l'automne au début du printemps. Des chutes de neige sont souvent possibles en été mais beaucoup d'entre elles ne tiennent pas au sol.